# Director supremo delle Province Unite del Río de la Plata
Il Director supremo delle Province Unite del Río de la Plata fu la carica assegnata al capo di Stato e di governo del Paese dal 1814 al 1820. Stabilita dall'Assemblea dell'anno XIII, concentrò su di sé il potere esecutivo e, a causa del suo carattere centralistico, creò fortissime resistenze autonomistiche nel territorio delle Province Unite.
La carica fu istituita per contrastare la temuta offensiva realista, dopo che Ferdinando VII era tornato sul trono a seguito della sconfitta di Napoleone a Lipsia; il Direttore era affiancato da un Consiglio di Stato composto da nove membri e rispondeva ad un Congresso che esercitava le funzioni legislative.
Dopo la battaglia di Cepeda e le successive dimissioni di José Rondeau il cabildo di Buenos Aires nominò quindi un governatore per la propria provincia; con il trattato del Pilar ogni provincia assunse la sua sovranità in forma assoluta e cessò di esistere un governo nazionale; si stabilì la formazione di un nuovo Congresso a cui fu dato il compito di elaborare una Costituzione di carattere federale.

## Lista
| Assume l’incarico | Lascia I’incarico | Direttore Supremo | Direttore Supremo            |
| ----------------- | ----------------- | ----------------- | ---------------------------- |
| 22 gennaio 1814   | 9 gennaio 1815    |                   | Gervasio Antonio de Posadas  |
| 10 gennaio 1815   | 15 aprile 1815    |                   | Carlos María de Alvear       |
| 20 aprile 1815    | 21 aprile 1815    |                   | José Rondeau                 |
| 20 aprile 1815    | 16 aprile 1816    |                   | Ignacio Álvarez Thomas       |
| 16 aprile 1816    | 3 maggio 1816     |                   | Antonio González de Balcarce |
| 3 maggio 1816     | 11 giugno 1819    |                   | Juan Martín de Pueyrredón    |
| 11 giugno 1819    | 1º febbraio 1820  |                   | José Rondeau                 |